# Ciudad metropolitana de Bolonia
La Ciudad metropolitana de Bolonia (en italiano: Città metropolitana di Bologna) es un ente local italiano de la región de la Emilia-Romaña, en el norte del país. Su capital y ciudad más poblada es Bolonia. Desde el 1 de enero de 2015 reemplazó a la provincia de Bolonia.
Tiene un área de 3.703 km² y una población total de 1.004.323 hab. (2014).

## Municipios metropolitanos
La Ciudad metropolitana consta de 56 comuni (municipios):
| - Anzola dell'Emilia - Argelato - Baricella - Bentivoglio - Bolonia (capital) - Borgo Tossignano - Budrio - Calderara di Reno - Camugnano - Casalecchio di Reno - Casalfiumanese - Castel d'Aiano - Castel del Río - Castel di Casio - Castel Guelfo di Bolonia - Castel Maggiore - Castel San Pietro Terme - Castello d'Argile - Castenaso | - Castiglione dei Pepoli - Crevalcore - Dozza - Fontanelice - Gaggio Montano - Galliera - Granaglione - Granarolo dell'Emilia - Grizzana Morandi - Imola - Lizzano in Belvedere - Loiano - Malalbergo - Marzabotto - Medicina - Minerbio - Molinella - Monghidoro - Monte San Pietro | - Monterenzio - Monzuno - Mordano - Ozzano dell'Emilia - Pianoro - Pieve di Cento - Porretta Terme - Sala Bolognese - San Benedetto Val di Sambro - San Giorgio di Piano - San Giovanni in Persiceto - San Lazzaro di Savena - San Pietro in Casale - Sant'Agata Bolognese - Sasso Marconi - Valsamoggia - Vergato - Zola Predosa |